# Heterospilus azofeifai
Heterospilus azofeifai – gatunek błonkówki z rodziny męczelkowatych i podrodziny Doryctinae.
Ciało długości 4,5 mm. Głowa miodowożółta z poprzecznie rowkowanym ciemieniem i delikatnie granulowaną twarzą. Czułki brązowe. Tułów miodowożółty z wierzchem przedplecza i gładkiego mesopleuronu brązowymi. Boki pozatułowia brązowe. Metasoma miodowożółta z bokami I i II oraz całymi VI i VII terga brązowymi. Pierwsze tergum metasomy u wierzchołka węższe niż dłuższe, a terga od IV do VII w całości granulowane. Pokładełko dłuższe od metasomy.
Gatunek znany wyłącznie z Kostaryki.